# Demonax martialis
Demonax martialis là một loài bọ cánh cứng trong họ Cerambycidae.